# Borgosatollo
Borgosatollo là một đô thị trong tỉnh tỉnh Brescia thuộc vùng Lombardia, Ý. Đô thị này có diện tích 8 km², dân số 8282 người. Các đơn vị dân cư trực thuộc là: Piffione, Gerole, Venezia. Các đô thị giáp ranh gồm: Brescia, Castenedolo, Ghedi, Montirone, Poncarale, San Zeno Naviglio